# Nakajima Ki-43
El Nakajima Ki-43 Hayabusa (隼 halcón peregrino?) fue un caza táctico monomotor, monoplano de ala baja cantilever, con tren de aterrizaje clásico retráctil, utilizado por el Servicio Aéreo del Ejército Imperial Japonés durante la Segunda Guerra Mundial. Su designación oficial del ejército japonés era “Caza Tipo 1” (一式戦闘機), y su nombre en clave para los Aliados era “Oscar”, pero los pilotos estadounidenses lo solían llamar el “Army Zero” (Zero del Ejército) por su parecido con el Mitsubishi A6M Zero de la Armada Imperial Japonesa.
Al igual que el A6M, el Ki-43 era un caza de motor radial, ligero y fácil de pilotar, y llegó a ser legendario por su rendimiento en combate en los primeros años de la Guerra del Pacífico (1937-1945). Podía superar a cualquier oponente, pero no tenía blindaje ni depósitos de combustible autosellantes, y su armamento era deficiente hasta la última versión, que no fue producida hasta 1944. Los pilotos aliados solían informar que los ágiles Hayabusa eran blancos difíciles de alcanzar pero que se rompían o incendiaban fácilmente con pocos impactos.
Muchos aviones de este modelo fueron usados durante los últimos meses de la guerra en misiones kamikaze contra la flota de la Armada de los Estados Unidos.

## Desarrollo
Los trabajos preliminares de diseño encabezados por el ingeniero Hideo Itokawa (que posteriormente sería famoso como el pionero de la cohetería japonesa) 
comenzaron en diciembre de 1937, cuando el Koku Hombu (Cuartel General del Aire) dio instrucciones a Nakajima Hikoki KK (Aeroplanos Nakajima S.L.) para el diseño de un caza monoplaza que sustituyera al Nakajima Ki-27, recién puesto en servicio.
Las especificaciones para el nuevo avión hacían hincapié en la maniobrabilidad, que debería como mínimo, ser igual a la del Ki-27, también se pedía una velocidad máxima de 500 km/h, y un régimen de trepada de 5000 m en 5 minutos, un alcance de 800 km y un armamento de dos ametralladoras de 7,70 mm. A excepción de la maniobrabilidad, el resto de especificaciones eran poco ambiciosas y escasas que las ofrecidas por el Ki-27, y desde luego, no estaban en concordancia con las que regían en los cazas europeos contemporáneos, más veloces y con armamento más pesado.

## Diseño
El equipo de diseño le dotó con una cabina cerrada y conservó la planta y el perfil alar del Ki-27 para el nuevo caza, pero adoptó una sección trasera de fuselaje de mayor longitud, para compensar el mayor peso ofrecido por el motor radial en doble estrella Nakajima Ha-25 de 925 hp, al que se dotó con una hélice bipala de madera y paso fijo.

## Variantes

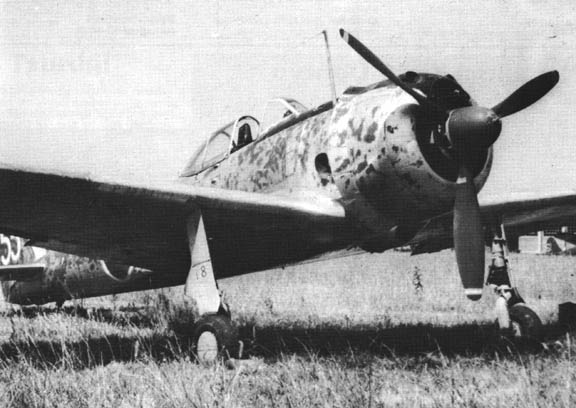
Un Ki-43-II

Ki-43Se construyeron tres prototipos y 10 ejemplares de evaluación en servicio para el Ejército Imperial Japonés; los segundos incorporaban una serie de revisiones mayores en la célula: propulsados por un motor radial  Nakajima Ha-25 de 940 hp (a excepción del segundo y del décimo aparato de evaluación, dotados de un motor radial Nakajima Ha-115 de 1100 hp), accionando una hélice bipala, con armamento normalizado de dos ametralladoras Tipo 89 de 7,70 mm en el capó del motor, remplazadas por otras Tipo 1 (Ho-103) de 12,7 mm en el séptimo y décimo ejemplares. Los flaps de combate fueron probados en el octavo ejemplar de evaluación.
Ki-43-Ia o Ki-43-I-KoTodas las mejoras adoptadas progresivamente en los ejemplares de producción fueron incorporadas en este primer modelo de producción en serie: motor Ha-25, hélice bipala y dos ametralladoras Tipo 89 de 7,70 mm y con posibilidad de llevar dos bombas de 15 kg.
Ki-43-Ib o Ki-43-I-OtsuSimilar al modelo anterior, pero armado con una ametralladora de 7,70 mm y la otra remplazada por una Tipo 1 de 12,7 mm.
Ki-43-Ic o Ki-43-I-HeiSimilar al Ki-43-Ia, pero armado con dos ametralladoras Tipo 1 de 12,7 mm.
Ki-43-IISe construyeron cinco prototipos de una versión mejorada, con blindaje, depósitos autosellantes, con alas reforzadas de menor envergadura (10,84 m contra los 11,44 m anteriores) y superficie (21,4 m² en vez de 22 m² precedentes). Motor radial Nakajima Ha-115 de 1150 hp, accionado con hélice tripala. Las cargas externas crecieron de las dos bombas de 15 kg a dos de 30 kg o dos de 250 kg.
Ki-43-IIa o Ki-43-II-KoPrimera versión de producción de la serie Ki-43-II, construida por Nakajima y el Tachikawa Dai-Ichi Rikugan Kukusho (Primer Arsenal Aéreo del Ejército de Tachikawa), con un armamento fijo como el del Ki-43-Ic (dos ametralladoras Tipo 1 de 12,7 mm) y con dos soportes subalares, capaz cada uno para una bomba de 250 kg.
Ki-43-IIb o Ki-43-II-OtsuBásicamente similar al Ki-43-IIa, siendo un modelo mejorado, que presentaba algunos cambios menores del equipo y una instalación motriz mejorada, producida por Nakajima y Tachikawa Kikoki KK (Aeroplanos Tachikawa S.L.).
Ki-43-II-KAIVersión que combinaba las modificaciones progresivas de los Ki-43-IIa y Ki-43-IIb. Tres prototipos fueron construidos por Nakajima, dotados con tubos de escape individuales que proporcionaban cierto aumento de empuje y remplazaban al colector anular de los tipos precedentes. Fueron seguidos por una producción a gran escala a cargo de Nakajima (hasta octubre de 1944) y Tachikawa (hasta el final de la guerra).
Ki-43-IIIa o Ki-43-III-KoConstruidos diez prototipos similares al Ki-43-II-KAI, construidos por Nakajima y propulsados por el motor radial Nakajima Ha-115-II de 1190 hp, capaz de suministrar mayor potencia a alta cota. Tachikawa emprendió una producción limitada de este modelo.
Ki-43-IIIb o Ki-43-III-OtsuConstruidos dos prototipos de un caza de intercepción, producidos por Tachikawa en la primavera de 1945. Propulsados por el motor radial Mitsubishi Ha-112 de 1300 hp que accionaba una hélice tripala. Tenía dos cañones automáticos Ho-5 de 20 mm en el capó del motor.
Ki-43 IIIprototipos -motor Nakajima Ha 115-II de 1230 hp (920 kW)
Ki-62proyecto de interceptor avanzado con un potente motor y armado con cañones automáticos de 30 o 40 mm
La producción conjunta de todas las variantes del Nakajima Ki-43 ascendió a 5919 ejemplares, de los que 3239 fueron montados por Nakajima, 2631 por Tachikawa y 49 por el Primer Arsenal Aéreo del Ejército.

## Operadores

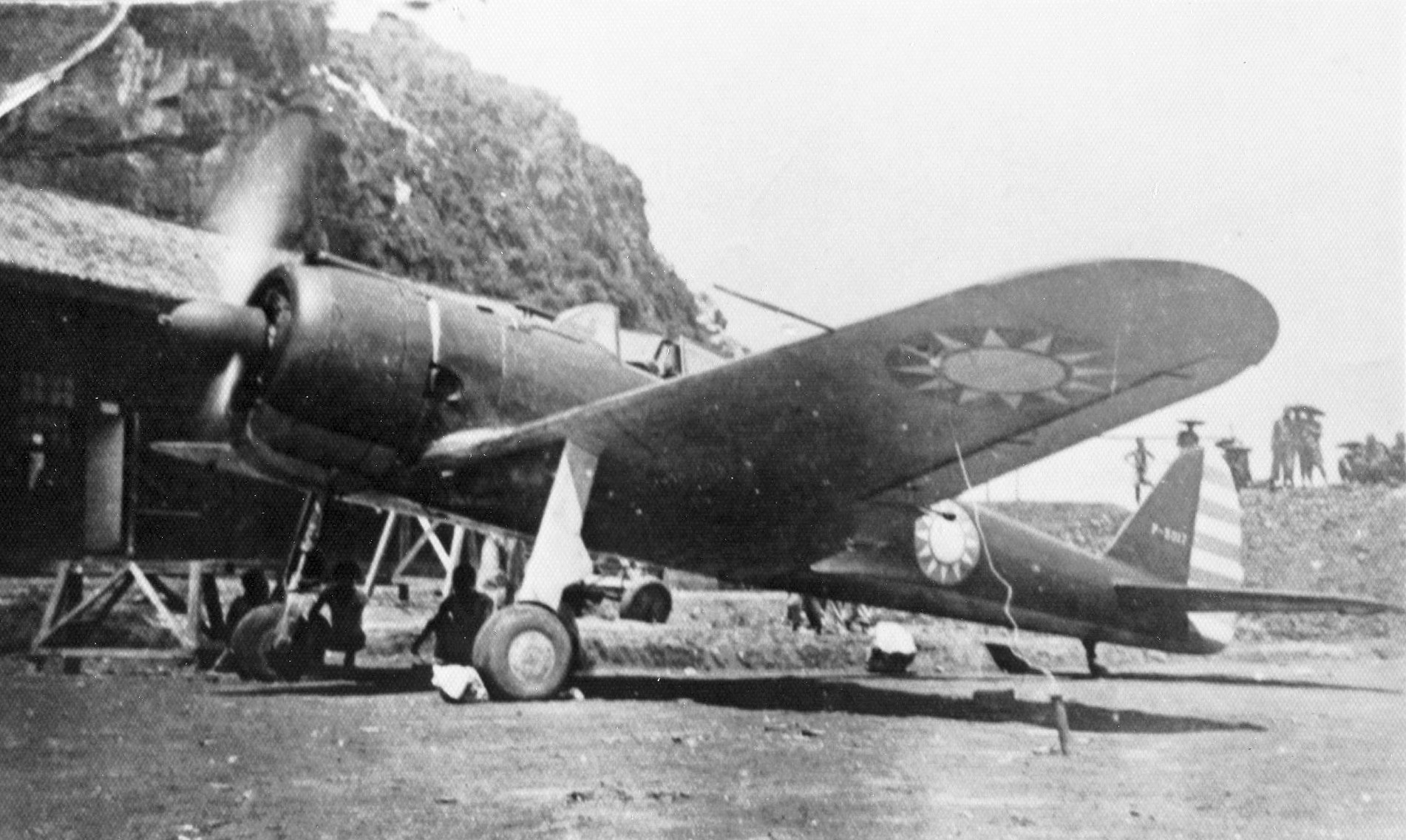
Un Ki-43 capturado por la ROCAF.

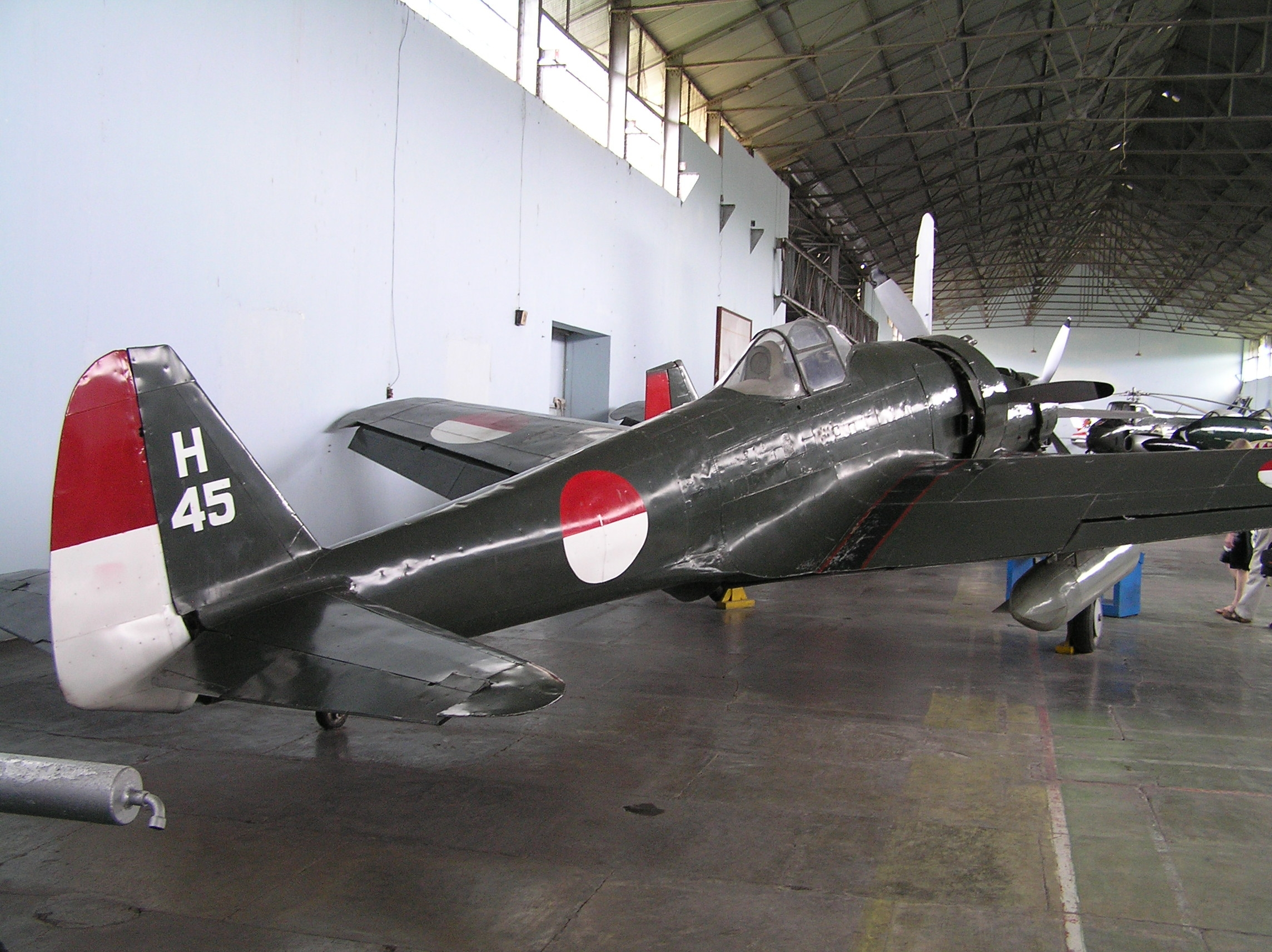
Un Ki-43 capturado por los indonesios.

### En la Segunda Guerra Mundial
Japón
- Servicio Aéreo del Ejército Imperial Japonés

 Manchukuo
- Fuerza Aérea de Manchukuo

 Tailandia
- Real Fuerza Aérea de Tailandia

### En posguerra
República de China
- Fuerza Aérea China Nacionalista. Dos escuadrones capturados.

 China
- Los comunistas chinos capturaron 5 aviones en 1946 a los nacionalistas. Los aviones fueron empleados hasta su retiro en 1952.

 Francia
- Ejército del Aire Francés. Emplearon aviones capturados en Indochina.[6]

 Indonesia
 Corea del Norte
- Empleó aviones capturados después de la guerra.

## Historia operacional

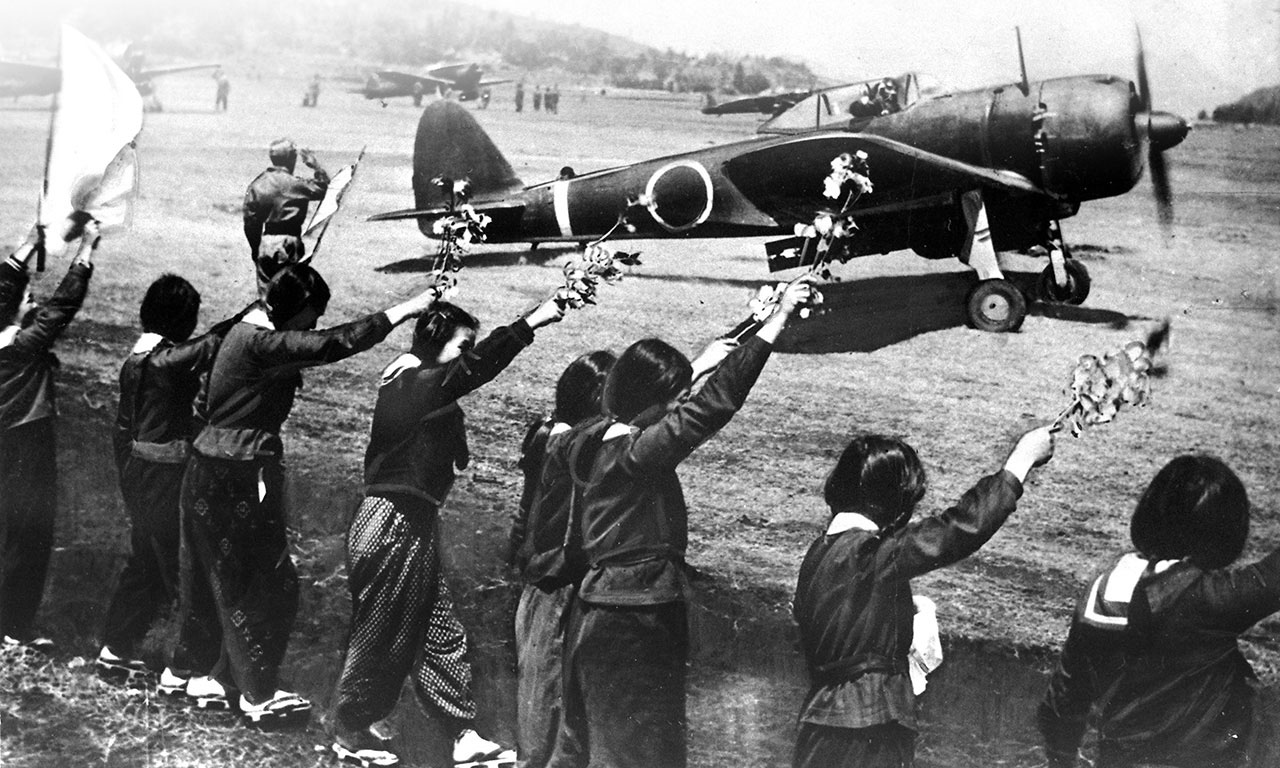
Un Ki-43 III-Ko, pilotado por el alférez Toshio Anazawa y portando una bomba de 250 kg, se prepara para partir del aeródromo japonés de Chiran en el área de Okinawa en una misión kamikaze el 12 de abril de 1945

El Ki-43 era el caza más extensamente usado del Ejército, y equipó 30 sentai (grupos) y 12 chutai (escuadrillas). La primera versión (I), entró en servicio en 1941, la segunda (II) en diciembre de 1942, la II-Kai una versión modificada de la anterior en junio de 1943, y la IIIa en el verano 1944.
Como el caso del Zero, la superioridad aérea del Ki-43 se demostró inicialmente en los cielos de Malasia, Birmania,
Indias Orientales y Nueva Guinea. Esto se debía en parte al mejor funcionamiento del Oscar, y en parte debido al pequeño número de cazas aliados que estaban listos para combatir, sobre todo el P-36, P-40, Brewster Buffalo, Hawker Hurricane y Curtiss-Wright CW-21 en Asia y el Océano Pacífico durante los primeros meses de la guerra. Sin embargo, a medida que la guerra progresó, el caza sufrió de las mismas debilidades que su predecesor, el Nakajima Ki-27 y el Mitsubishi A6M Zero: un blindaje casi inexistente y ausencia de depósitos de combustible autosellantes, lo que causó un elevado número de bajas en combate. Su armamento de tan solo dos ametralladoras, más propio de un caza de la Primera Guerra Mundial, también se mostró inadecuado contra los aviones aliados más pesadamente armados y protegidos. Cuando aparecieron una nueva serie de modelos de aviones aliados, como el Thunderbolt, Lightning, Mustang, Corsair, Hellcat y el último modelo de Spitfire/Seafire forzaron a los japoneses a una guerra defensiva, siendo además la mayor parte de pilotos jóvenes e inexpertos.
El Ki-43 también sirvió en un papel de defensa antiaérea sobre Formosa, Okinawa y las islas japonesas. Algunos ejemplares fueron suministrados a países aliados de los japoneses como Tailandia, Manchukuo y la China ocupada bajo el gobierno de Wang Jingwei. Las unidades tailandesas a veces lucharon contra la USAAF en el sur de China.
Los Hayabusa eran bastante apreciados en el Servicio Aéreo del Ejército Imperial japonés debido a las características de vuelo agradables y excelente maniobrabilidad. Casi todas las victorias reclamadas por los ases de caza del Ejército fueron con Hayabusa en alguna parte de su carrera. Al final de la guerra la mayor parte de unidades de Hayabusa recibieron cazas Nakajima Ki-84, pero algunas unidades lo mantuvieron hasta el final de la guerra. El mayor as de combate con Hayabusa fue el sargento Satoshi Anabuki con 59 victorias.
Finalizada la guerra algunos ejemplares sirvieron en números limitados en las Fuerzas Aéreas Francesas en Indochina contra las tropas del Viet Minh.

## Especificaciones (Ki-43-Ic)
Referencia datos: Japanese Aircraft of the Pacific War

### Características generales
- Tripulación: 1 piloto
- Longitud: 8,83 m
- Envergadura: 11,44 m
- Altura: 3,31 m
- Superficie alar: 22 m²
- Peso vacío: 1580 kg
- Peso cargado: 2583 kg
- Peso máximo al despegue: 2925 kg (6446,7 lb)
- Planta motriz: 1× Nakajima Ha-115, radial de 14 cilindros refrigerado por aire.
  - Potencia: 843 kW (1130 HP; 1146 CV)
- Hélices: 1× doble pala por motor.

### Rendimiento
- Velocidad máxima operativa (Vno): 490 km/h (304 MPH; 265 kt) a 6000 m de altitud
- Velocidad crucero (Vc): 440 km/h (273 MPH; 238 kt)
- Alcance: 1760 km (950 nmi; 1094 mi)
- Alcance en ferry: 3200 m (10 499 ft)
- Techo de vuelo: 11 200 m (36 745 ft)
- Carga alar: 121 kg/m² (24,8 lb/ft²)

### Armamento
- Ametralladoras: 

  - 2x Ho-103 de 12,7 mm en la parte superior del motor, con cinta de 250 cartuchos cada una
- Bombas: 

  - 2 de 250 kg

### Desarrollos relacionados
- Nakajima Ki-27
- Nakajima Ki-44
- Nakajima Ki-84

### Aeronaves similares
- Bloch MB.152
- Curtiss P-36
- Curtiss-Wright CW-21
- IAR 80
- Macchi M.C.200
- Mitsubishi A6M
- Polikarpov I-180
- MÁVAG Héja
- Reggiane Re.2000

### Listas relacionadas
- Cazas de la Segunda Guerra Mundial